# Trialsín
Trialsín, escrit sovint Trialsin, és el primer nom que rebé oficialment l'esport ciclista conegut actualment com a bicitrial i consistent a superar dificultats amb la bicicleta tal com es fa al trial motociclista convencional. Es tracta d'un esport nascut a Catalunya i reconegut amb aquesta denominació per la RFEC (federació espanyola de ciclisme) el 1981. A mesura que s'anava implantant en altres països, el trialsín començà a rebre noms més homologables internacionalment: cyclotrials, bicycle trials o, simplement, trial, nom amb el qual fou reconegut per l'UCI el 1985.

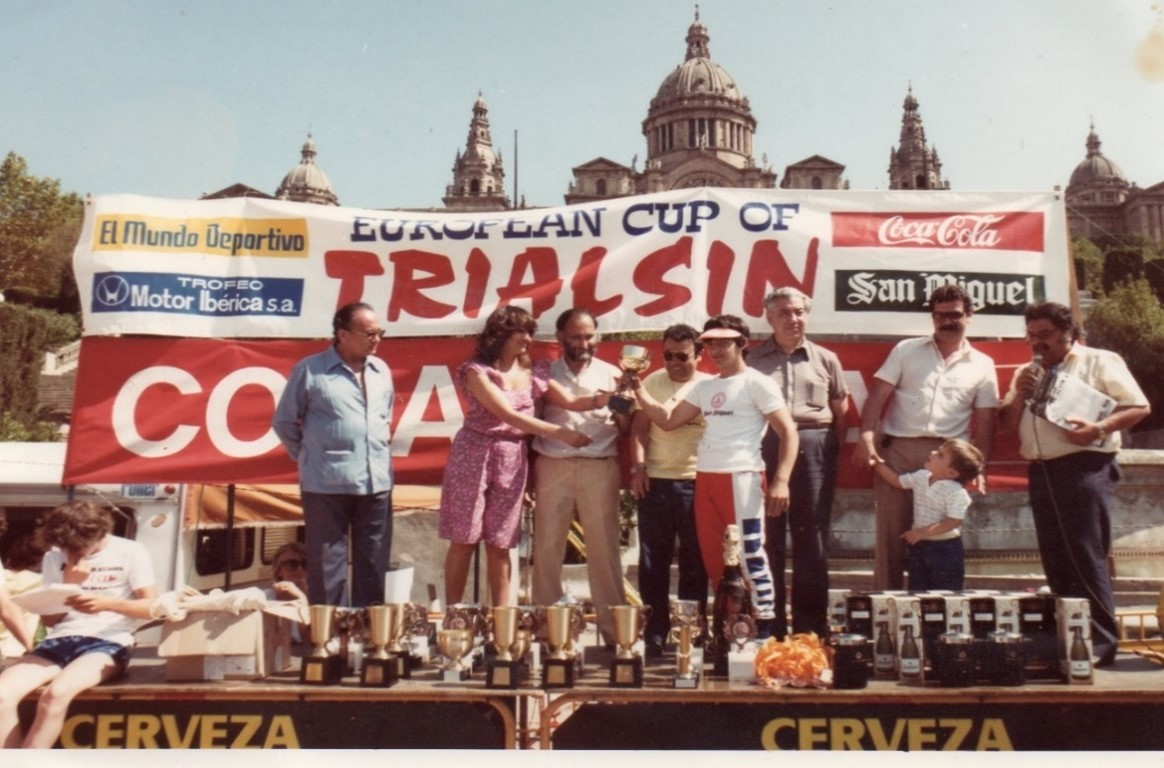
Podi de la II Copa d'Europa de Trialsín a Montjuïc (1983)

Després de subsistir uns anys dins la federació internacional sense gaire suport oficial, la manca d'entesa entre aquesta entitat i els impulsors del trialsín provocà l'aparició de la BIU (1992), nou ens internacional dedicat en exclusiva al trial amb bicicleta, denominat oficialment des d'aleshores biketrial. Tot i aquesta escissió, l'UCI continuà regulant el "trial", motiu de l'actual dualitat de denominacions, campionats i normatives per a un mateix esport.
"Trialsín" (nom ideat per Pere Pi cap a 1979 a suggeriment del seu col·laborador a Montesa, Albert Mallofré) és un acrònim del castellà Trial sin motor i feia referència al fet que aquesta és una mena de «trial sense motor, sense soroll, sense fums».

## Història

### Antecedents
Cap a mitjan dècada de 1970, el trial en bicicleta era un entreteniment habitual entre els joves afeccionats al trial motoritzat, especialment a Catalunya, on es practicava amb regularitat pels voltants de Sabadell i Sant Feliu de Codines. Sense estar-ne al corrent, cap a 1976 Pere Pi (directiu de Montesa i antic campió de motociclisme) començà a treballar en el seu projecte de bicicleta de trial, idea que se li acudí quan li robaren la bicicleta al seu fill Ot. Cap a 1978, enllestí un prototipus que fou l'embrió de les futures Montesita, les primeres bicicletes de trial fabricades en sèrie.

### Naixement del Trialsín
El 1978, Pere Pi va preparar un reglament similar al del trial però amb les diferències adients per a ser adaptat a la bicicleta i, amb l'ajut d'Albert Mallofré, ideà el nom de Trialsín. Tot seguit, mentre es construïen els motlles per a produir les Montesita, contactà amb el CSD espanyol per a sol·licitar una federació que gestionés aquest nou esport. El CSD, havent consultat els presidents de les federacions estatals de motociclisme (RFME) i de ciclisme (RFEC) decidí que se n'encarregués aquesta darrera. El president de la RFEC, el valencià Luis Puig, acordà amb Pi que fos ell mateix, amb el suport d'un tècnic de la federació, qui ho tirés endavant. Finalment, el 1981, el Comitè Tècnic i la Junta Directiva de la RFEC aprovaren el nom i el reglament proposats per Pi.
A l'hora de començar a organitzar proves, la RFEC estipulà que ho havien de fer clubs de ciclisme, però aquests no hi tenien cap interès. En canvi, els moto-clubs s'adonaren de les possibilitats d'aquest esport com a escola de futurs pilots de trial i molts d'ells n'organitzaven proves, tot i que sense reconeixement per part de la federació. Com que la situació no avançava, Pi va impulsar l'organització d'algunes proves, sovint amb la col·laboració del seu cunyat Josep Isern.

### Expansió i consolidació

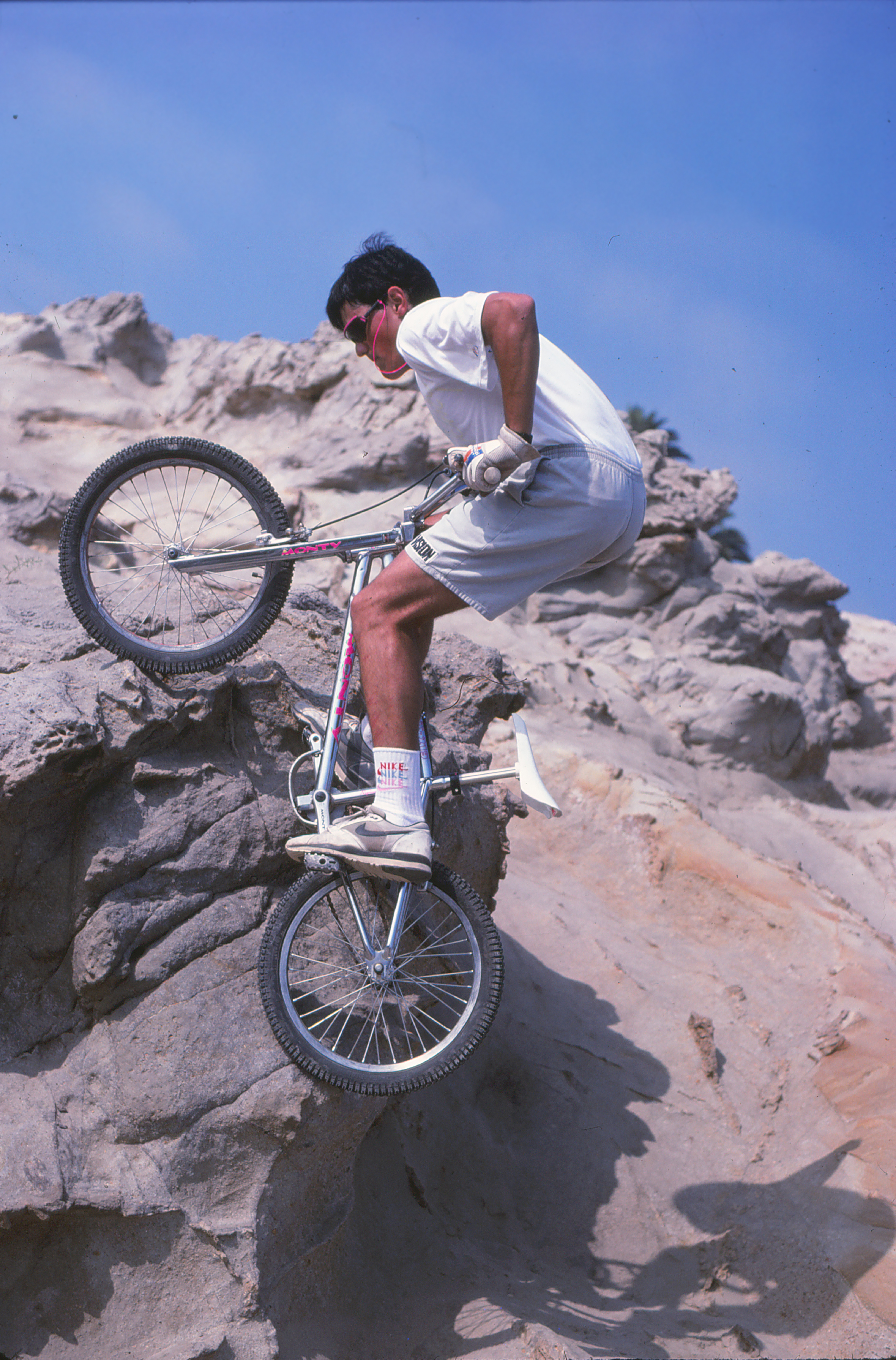
Ot Pi fent Trialsín a Califòrnia (1988)

Des de bon començament, Pi introduïa l'esport a l'estranger per mitjà dels importadors de les Montesita a cada país. El 1981, viatjà amb la família i l'Andreu Codina a Bilstain (Bèlgica) i Heywood (Anglaterra) per a fer-hi demostracions i cursets, impartits per Codina i el seu fill Ot. També hi organitzà alguna competició en què hi participaven joves inexperts.
Aviat es començà a estructurar el trialsín: es va crear una comissió catalana, una d'estatal i una d'internacional, totes tres presidides durant els primers 10 anys per Pere Pi. Des del seu càrrec, Pi impulsà la creació de comissions a diversos països, dins les federacions nacionals de ciclisme corresponents, tot creant una xarxa de delegats. El 1982 es creà la primera Copa d'Europa de la disciplina, esdevinguda Campionat del Món d'ençà de 1986.

### Ruptura amb l'UCI
Amb el temps, però, es veié que l'UCI no estava gens interessada en el trialsín. Cap a 1989, la situació era gairebé insostenible i Pi havia d'assumir personalment fins i tot el finançament d'algunes proves internacionals. Els dirigents de l'UCI no entenien ni tan sols per què es convocaven campionats internacionals de trialsín a diverses proves puntuables (al ciclisme convencional es fan a una sola prova), però Pi els en convencé de la conveniència en una reunió a La Haia. Cap a 1985, Luis Puig (ja com a president de l'UCI), reconegué a Pi que «El ciclisme és molt gran i la gent hi té molt d'interès, però no comprèn el Trialsín; això és una altra cosa, un altre esport».
Puig, però, col·laborà molt amb Pi i en una ocasió li suggerí que contactés amb la FIAC (Federació Internacional Amateur de Ciclisme), ens aleshores separat de la FIPC (Federació Internacional Professional de Ciclisme) i integrat junt amb aquesta a l'UCI. Reunit a Roma amb la secretària general Carla Giuliani, aquesta li digué que «A l'UCI tots són vells, no hi ha res a fer. Jo plego el mes vinent, perquè em trobo amb els mateixos problemes que tu». Amb la mort de Puig, la situació s'agreujà encara més.

### De Trialsín a Biketrial
Finalment, a la prova puntuable per al Campionat del Món de Trialsín celebrada a Andorra l'agost de 1991, Pere Pi convocà una reunió aprofitant la presència dels delegats internacionals. Entre els 13 que hi assistiren es posà a votació seguir dins de l'UCI o bé crear una federació pròpia, amb resultat de 12 vots a favor de la federació pròpia i 1 vot en blanc. A la següent reunió, al novembre a Praga (amb motiu de la Copa del Món Indoor), es va redactar el nou reglament i més tard s'acordà un nou nom per a l'esport: BikeTrial. Aquest fou l'embrió de la futura BIU (BikeTrial International Union), formalitzada poc després a la República Txeca pel delegat txec, Josef Dressler, primer president de la nova entitat.
D'ençà de 1992, doncs, la BIU aixopluga totes les federacions nacionals de biketrial que s'han anat creant posteriorment i regula aquest esport, la manifestació principal del qual és el Campionat del Món de biketrial.

## La «invenció» del Trialsín

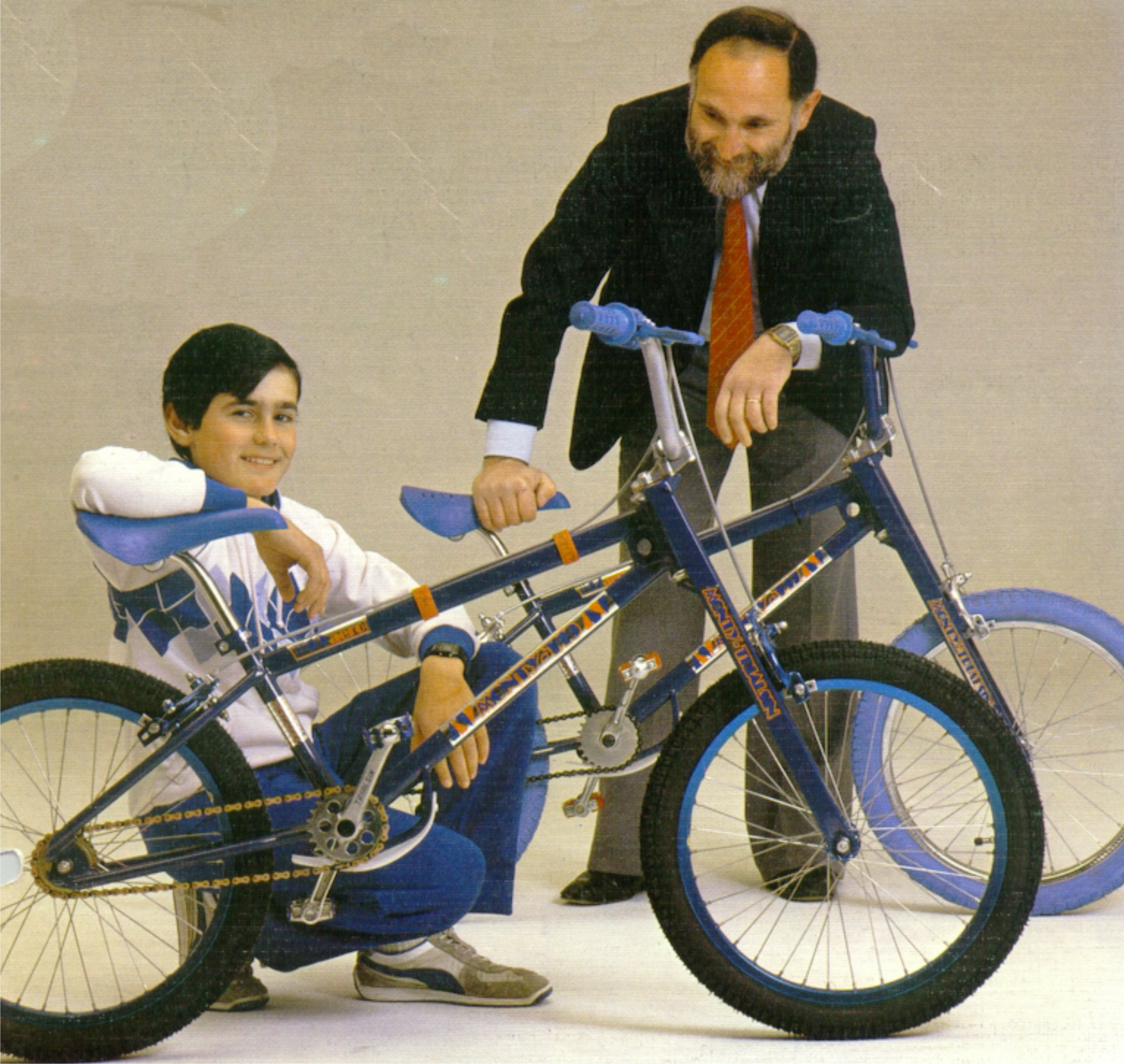
Ot i Pere Pi, amb la primera Monty (cap a 1984)

Malgrat haver-se-li ha atribuït algun cop, Pere Pi sempre nega haver estat l'"inventor" d'aquest esport, ja que el trial en bicicleta era una pràctica antiga i espontània. El seu mèrit rau a haver sabut veure les possibilitats d'allò que fins aleshores era poc més que un divertiment i haver estat capaç de popularitzar-lo. Fou ell qui tingué la iniciativa de confeccionar-ne un reglament, donar-li un nom i oficialitzar-lo dins una entitat federativa, qui l'estructurà i el promogué amb èxit (primer a Catalunya i després a Europa i arreu del món).
Finalment, fou també ell qui va dissenyar i comercialitzar la primera bicicleta pensada específicament per a aquest esport, la Montesita, i el fundador de l'empresa de referència mundial en el mercat de la bicicleta de trial, Monty (1983). Com a propietari de Monty, Pere Pi donà un impuls decisiu al trialsín en el tema de reglamentació, legalització, promoció, fabricació i exportació de bicicletes, i fou responsable també de la transformació de l'esport en l'actual BikeTrial i l'aparició d'un ens federatiu exclusiu per a aquest, la BIU. Per tots aquests motius, Pi ha passat a la història com al creador del Biketrial.

## Descripció
L'objectiu del trialsín, a imitació del trial en moto, és passar amb la bicicleta per sobre d'obstacles delimitats, denominats zones, evitant tocar el terra amb cap part del cos ni de la bicicleta, tret dels pneumàtics. Després de sobrepassar les diferents zones, el participant amb menys contactes a terra, anomenats punts, és declarat el guanyador.
Inicialment les zones es marcaven en espais naturals a l'aire lliure aprofitant roques, rius, troncs d'arbres, pendents costeruts, etc., però ben aviat, a imitació del trial indoor motociclista, es començaren a organitzar proves en espais tancats amb elements artificials (cotxes, contenidors, tubs de formigó, palets, pneumàtics de tractors i similars). Des d'aleshores hom distingeix entre les modalitats outdoor i indoor d'aquest esport; cadascuna necessita una tècnica de pilotatge ben diferent.

### Reglament
El primer reglament del trialsín, creat el 1978 per Pere Pi, s'ha mantingut amb algunes variacions fins a l'actualitat i és l'antecedent immediat del que s'aplica avui dia al biketrial. El sistema establert de penalització a les zones era la següent:
| Punts | Falta |
| ----- | --- |
| 0     | Superar la zona de forma neta, sense cap recolzament amb el peu o cap altra part del cos |
| 1     | Un sol recolzament amb el peu o alguna altra part del cos, sense arribar a parar |
| 2     | Dos recolzaments amb el peu o alguna altra part del cos, sense arribar a parar |
| 3     | Tres o més recolzaments amb el peu o alguna altra part del cos, o bé cometre alguna d'aquestes infraccions: - Caure - Aturar-se - Fer caure alguna porta d'entrada/sortida a la zona - Sortir del recorregut senyalitzat |

Les principals diferències entre aquell reglament i l'actual són la penalització màxima prevista (aleshores 3 punts i actualment 5), l'absència de límit de temps per a completar la zona (avui dia fixat a dos minuts) i la manca de reglamentació de la mida de les rodes de les bicicletes, ja que en aquells moments totes les que s'hi empraven les duien de 20 polzades (no fou fins a la fi de la dècada de 1980 que començaren a fer-se-n'hi servir de 26 polzades).

## Competició

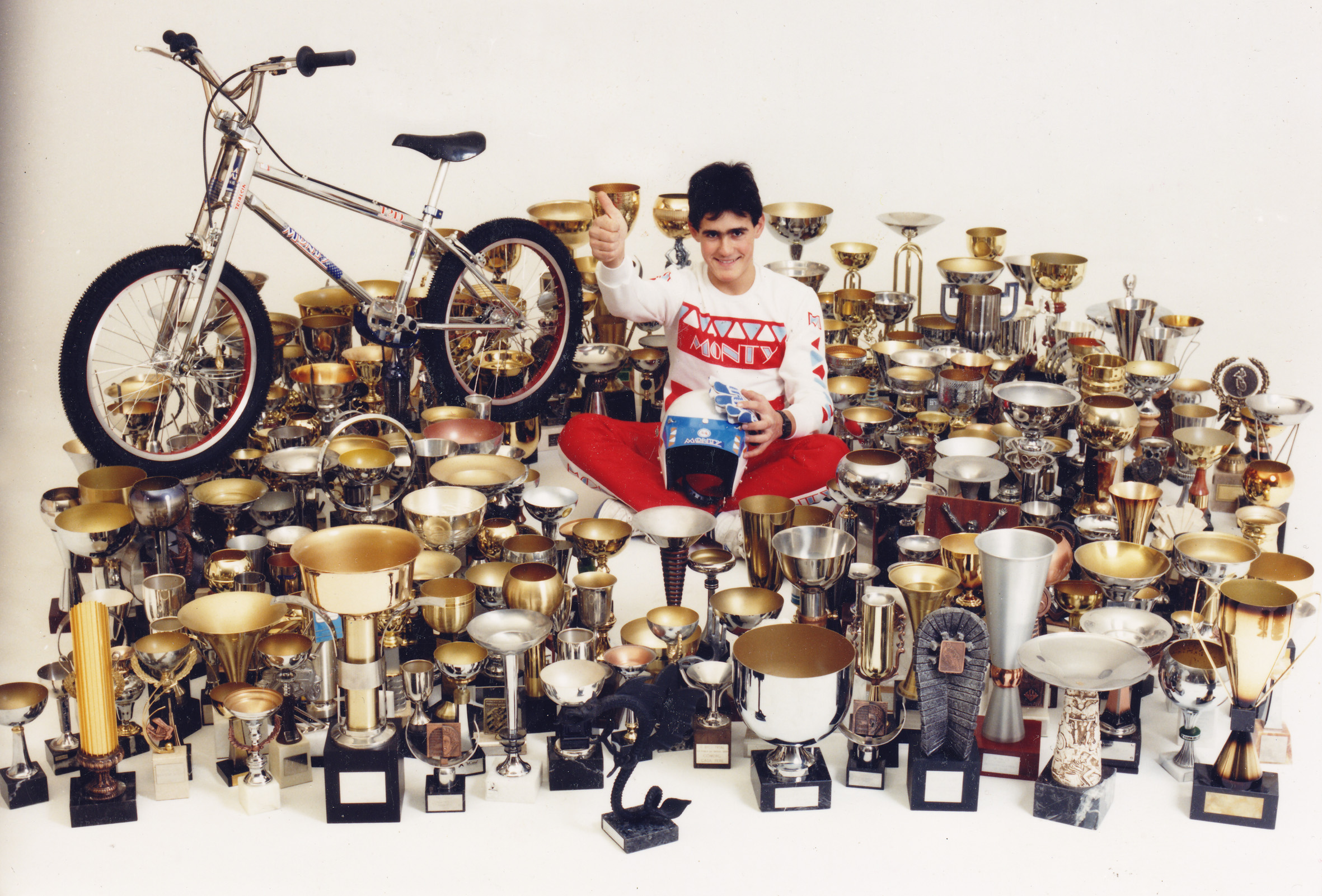
Ot Pi amb els seus trofeus el 1986

La primera competició estable de trialsín que s'instaurà fou el Campionat de Catalunya de Trialsín, el 1980 (els anys 1978 i 1979 s'havia celebrat un "Campionat de Catalunya de Bici-trial" sense cap suport federatiu).
El 1981 es creà el Campionat d'Espanya i el 1982 s'instaurà la Copa d'Europa de trialsín, que es disputà fins a 1985.
A partir de 1986 i fins a 1991 aquesta competició esdevingué Campionat del Món de trialsín, amb el suport ja de l'UCI, donant pas d'ençà de 1992 al Campionat del Món de Biketrial regulat per la BIU (mentre que l'UCI decidí incloure des d'aleshores la prova de Trial masculí amb roda de 20" als seus Campionats del Món de ciclisme de muntanya.

### Categories
Les categories inicials de competició a la Copa d'Europa, establertes en funció de l'edat, eren aquestes (per ordre d'importància ascendent):
- Aleví
- Infantil
- Cadet
- Juvenil
- Expert

De cara al Campionat del Món, l'UCI n'amplià el ventall, quedant de la següent manera:
- Fèmina
- Poussin
- Benjamí
- Minime
- Cadet
- Júnior
- Sènior
- Elit

Hi havia també un títol per Nacions. Més tard s'anà reestructurant la definició de categories fins a arribar a la mateixa que és vigent actualment als campionats de BikeTrial.

### Un esport amateur
Les convocatòries de tots els campionats internacionals de trialsín les feia Pere Pi al gener, tot confeccionant-ne els calendaris provisionals que, després, cada organitzador confirmava i completava amb dades com ara data, lloc, programa i informació relacionada. Des d'un començament, s'enfocà a una pràctica totalment amateur: els reglaments federatius exigien que les inscripcions fossin gratuïtes i que no hi hagués premis en metàl·lic; a més, els organitzadors havien d'habilitar un espai d'acampada de 2 ha amb dutxes, preses de llum, zona d'entrenament, etc. Els participants hi assistien pel seu compte amb tendes de campanya o autocaravanes.
Pere Pi, com a màxim càrrec federatiu d'aquest esport, organitzava un autocar per al desplaçament a les proves puntuables europees de la selecció espanyola, integrada pràcticament només per catalans (amb el temps, a aquest autocar s'hi afegiren també pilots d'Andorra i d'altres països com ara els EUA, Brasil, Colòmbia i fins i tot l'equip japonès al complet). Ell personalment i la seva dona coordinaven i acompanyaven l'expedició, la sortida i arribada de la qual era a l'Hotel Bellaterra (prop de l'autopista B-30, a uns 15 km de Barcelona).

## Pilots

### Pioners del Bici-Trial

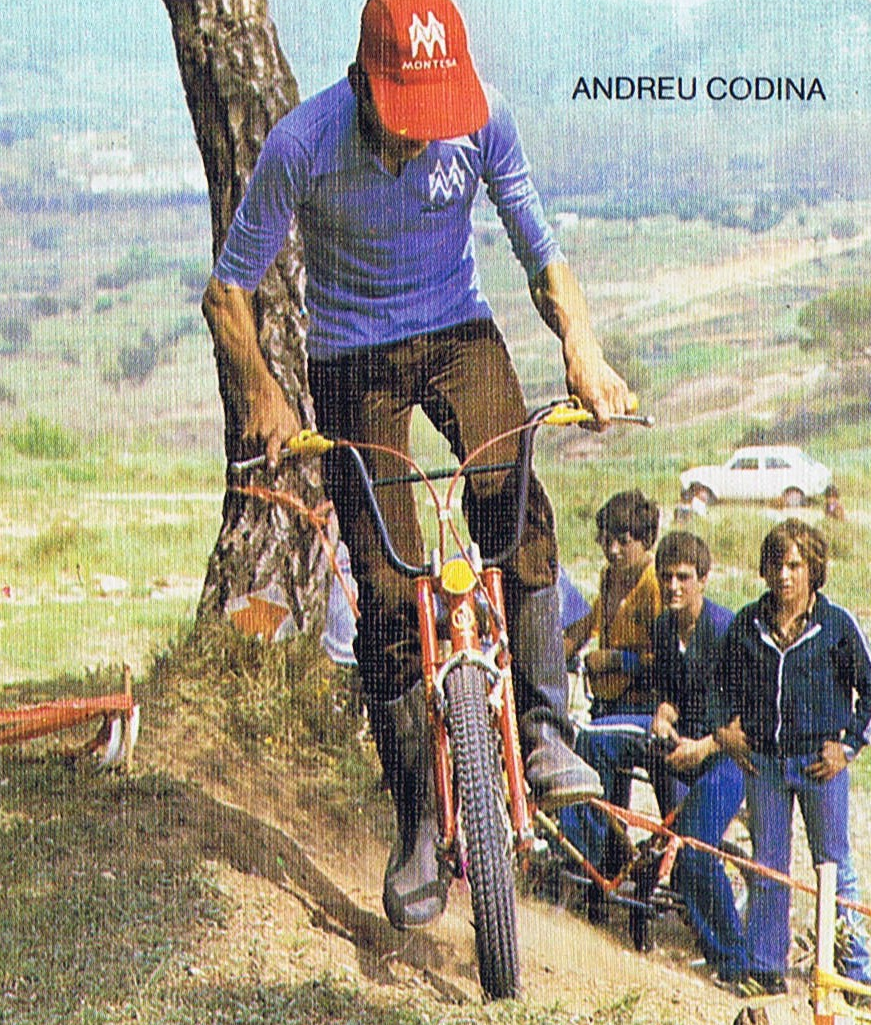
Andreu Codina fent trialsín cap a 1981

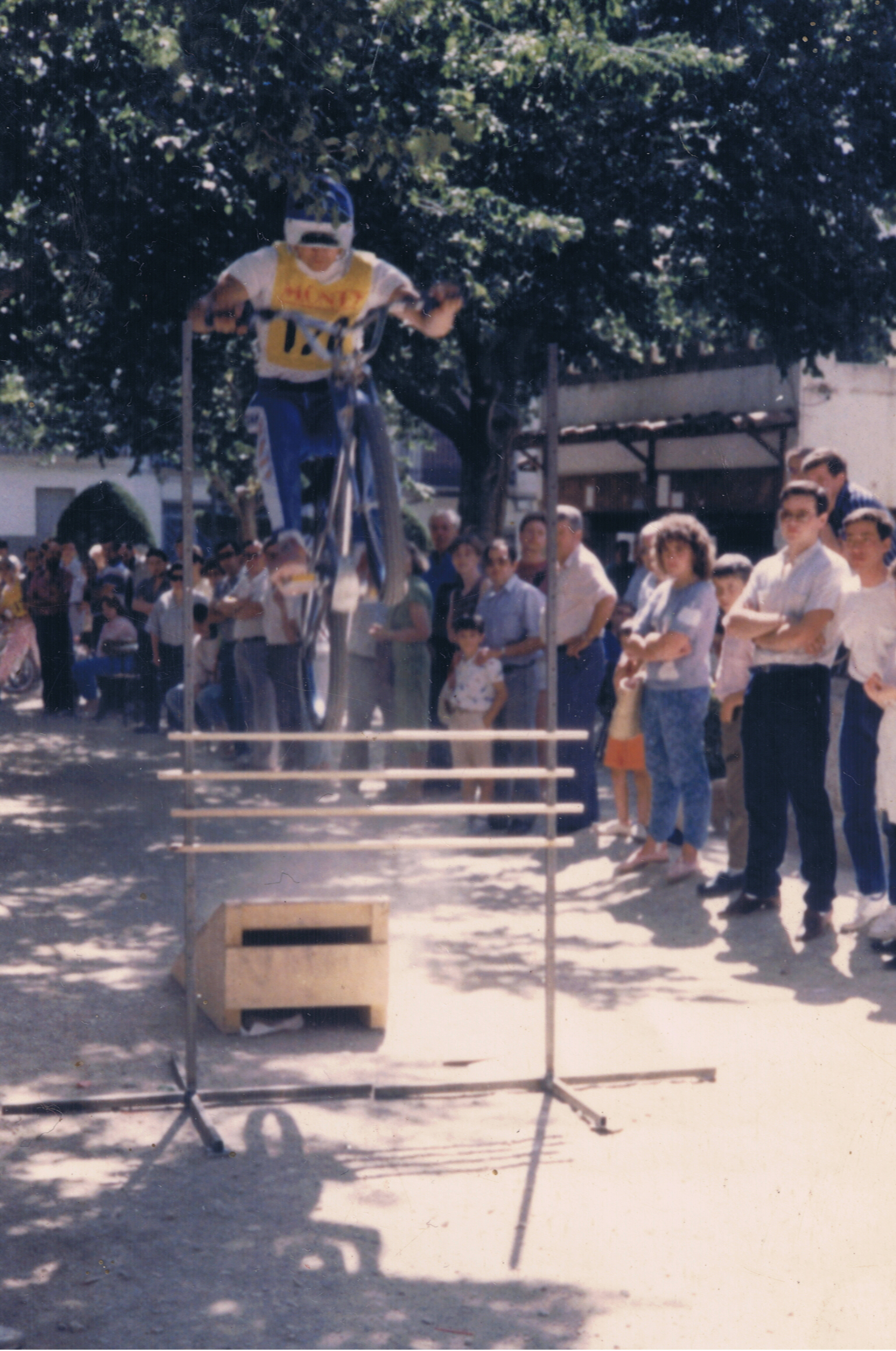
David Montero a Morella durant el Campionat d'Espanya de 1986

Abans i tot que s'oficialitzés el trialsín ja hi havia a Catalunya qui competia en l'aleshores anomenat Bici-Trial. Aquests són alguns d'aquells pioners (molts d'ells continuaren la seva carrera dins el trialsín):
- Andreu Codina
- Carles Montaner
- Fèlix Guerrero
- Joan Albert, Coca
- Joan Ferrer, Piu
- Joan Pubill
- Joan Solé Rovira
- Lluís Campmajó
- Ricard Sans
- Pepo Corominas
- Pindu Galindo
- Àlex Rubies

### Selecció Catalana de Trailsin
El primer equip de trialsín que formà la Federació Catalana de Ciclisme, antecedent històric de l'actual Selecció Catalana de Biketrial, va ser aquest:
- Pepe Marcos
- Joan Solé Prats
- Carles Montaner
- Joan Pons
- Joan Solé Rovira
- Valentí Fontserè
- Andreu Codina
- Antonio Talavera
- Joan Cañellas
- Ot Pi
- Jordi Marimón
- Antonio Landeira
- David Montero

## Bicicletes
Les primeres bicicletes per a la pràctica del Bici-Trial eren preparacions més o menys artesanals de bicicletes de passeig (tipus BH) o de BMX i similars, equipades amb pneumàtic de 20". Amb l'aparició de les Montesita i la creació del trialsín continuà aquesta tendència i no fou fins a mitjan dècada de 1990 -quan aquest esport havia esdevingut ja Biketrial- que se n'hi començaren a generalitzar d'equipades amb roda de 26", derivades de les de mountain bike (pràctica que havia començat tímidament als EUA cap a 1986). Avui dia, tant al Biketrial (BIU) com al Trial (UCI), les mides de roda reglamentàries són 20" i 26".

### Fabricants
Al llarg de la història del trialsín (i després, del biketrial) hi ha hagut diverses marques que han produït bicicletes de trial, per bé que la referència internacional ha estat sempre Monty. En destaquen aquestes (moltes de les quals, ja desaparegudes):
| País            | Fabricant    |
| --------------- | ------------ |
| Alemanya        | LTS          |
| Bèlgica         | Technic-One  |
| Catalunya       | Fidan        |
| Catalunya       | JLL          |
| Catalunya       | Megamo       |
| Catalunya       | Montesa      |
| Catalunya       | Monty        |
| Catalunya       | Rabasa Derbi |
| Catalunya       | Rubies       |
| Catalunya       | Sans         |
| Catalunya       | Team Looping |
| Estats Units    | GT           |
| Estats Units    | Haro         |
| Estats Units    | Ibis         |
| Estats Units    | Scott        |
| França          | Koxx         |
| França          | Vario        |
| França          | Sunn         |
| Itàlia          | Beta         |
| Itàlia          | Fantic       |
| Itàlia          | Silver-Star  |
| Itàlia          | Torpado      |
| Japó            | Bridgestone  |
| Japó            | Cerveza      |
| Japó            | Maruishi     |
| País Basc       | Conor        |
| Regne Unit      | Onza         |
| Regne Unit      | Orange       |
| Regne Unit      | Raleigh      |
| Txèquia         | Heavy-Tools  |
| Txèquia         | TC           |
| R.P. de la Xina | Beattle      |
| R.P. de la Xina | Echo         |